# Carl Henckel
Carl Frederik Theodor Henckel (født 15. april 1801 i Aalborg, død 29. juli 1853 i Holte) var en dansk litograf.
Henckels var far, premierløjtnant Ferdinand Ludvig Henckel, der ligesom moren, Amalie Christiane Henriette født Zug, var tysk af fødsel, holdt skole. 1814 kom han til København for at blive kadet, 1818 blev han sekondløjtnant ved 1. jyske Infanteriregiment, 1829 premierløjtnant, men allerede 1842 afgik han med rang som stabskaptajn. Han havde nemlig kastet sig over litografien. 1815 havde musikhandler C.C. Lose anlagt det første litografiske etablissement i Danmark, og det gik 1820 over til Staten, der drev det under navnet Det Kongelige Stentrykkeri, under ledelse af militæretaten. Officerer blev benyttede som litografer. På denne måde kom Henckel i forbindelse med litografien, og 1824 fik han kongelig understøttelse til på en rejse i udlandet videre at uddanne sig i denne kunst. Hjemkommen fra den anlagde han 1827 et stentrykkeri i København, og der var nu en stadig kappestrid mellem hans og det militære etablissement, i hvilken Henckel langtfra trak det korteste strå. 1831 så Kunstakademiet ”med Fornøjelse” en del af Henckel indsendte arbejder, og 1838-40 udstillede han litografiske arbejder på Charlottenborg. I troppesamlingen 1843 ved Lüneburg blev et af ham opfundet transportabelt litografisk etablissement til hurtig fremstilling i stort antal af noget skrevet eller tegnet prøvet og erkendt for godt. 1848 deltog han som frivillig i den slesvigske Krig. 29. juli 1853 afgik han ved døden. 1827 havde han ægtet Maria Dorothea Schmidt (1805 – 1853), datter af Møller Jens Schmidt og Sophie Henriette født Jacobi.
Han er begravet på Søllerød Kirkegård.
- Carl Henckel på Kunstindeks Danmark/Weilbachs Kunstnerleksikon